# Devagondanakatti, Ranibennur
Devagondanakatti là một làng thuộc tehsil Ranibennur, huyện Haveri, bang Karnataka, Ấn Độ.